# O Exótico Hotel Marigold
The Best Exotic Marigold Hotel (bra/prt: O Exótico Hotel Marigold) é um filme britânico de comédia dramática dirigido por John Madden. É uma adaptação cinematográfica do livro These Foolish Things publicado por Deborah Moggach. A trama é estrelada por Judi Dench, Bill Nighy, Penelope Wilton, Maggie Smith, Tom Wilkinson, Dev Patel, Tina Desai,  Ronald Pickup e Celia Imrie.

## Sinopse
Recentemente a dona de casa e viúva Evelyn descobre que deve vender sua casa para cobrir enormes dívidas deixadas por seu falecido marido. Graham, um juiz de alto tribunal que passou seus primeiros 18 anos na Índia, decide abruptamente se aposentar e voltar para lá. Jean e Douglas buscam uma aposentadoria que eles podem pagar, depois de ter perdido a maior parte de suas economias através do investimento em negócios de internet de sua filha. Muriel, uma dona de casa aposentada que tem preconceito contra indianos, precisa de uma operação de substituição de quadril, que pode ser feito muito mais rápida e barata na Índia. Madge está a caça de outro marido, e Norman, é um senhor que sofre de angia e está tentando recapturar sua juventude. Cada um deles decide ir para um hotel em reforma na Índia, com base em imagens em seu website.

## Elenco
- Judi Dench como Evelyn Greenslade
- Bill Nighy como Douglas Ainslie
- Penelope Wilton como Jean Ainslie
- Maggie Smith como Muriel Donnelly
- Tom Wilkinson como Graham Dashwood
- Ronald Pickup como Norman Cousins
- Celia Imrie como Madge Hardcastle
- Dev Patel como Sonny Kapoor
- Tina Desai como Sunaina
- Lillete Dubey como Sra. Kapoor
- Diana Hardcastle como Carol
- Seema Azmi como Anohki
- Ramona Marquez como a neta de Madge
- Liza Tarbuck como Karen

## Recepção
No agregador de críticas dos Estados Unidos, o Rotten Tomatoes, na pontuação onde a equipe do site categoriza as opiniões da  grande mídia e da mídia independente apenas como positivas ou negativas, o filme tem um índice de aprovação de 72% calculado com base em 167 comentários dos críticos. Por comparação, com as mesmas opiniões sendo calculadas usando uma média aritmética ponderada, a nota alcançada é 6,6/10 que é seguida do consenso dizendo: "não é uma narrativa inovadora, mas é uma doce história sobre o conjunto sênior com um elenco de alto nível de atores veteranos."
Em outro agregador de críticas também dos Estados Unidos, o Metacritic, que calcula as notas das opiniões usando somente uma média aritmética ponderada de determinados veículos de comunicação em maior parte da grande mídia, tem uma pontuação de 63/100, alcançada com base em 35 avaliações da imprensa anexadas no site, com a indicação de "revisões

## Indicações
Golden Globe Awards 2013 ( Estados Unidos)
- Indicado na categoria de Melhor Filme - Comédia ou Musical, mas perdeu para Les Misérables.
- Judi Dench foi indicada na categoria Melhor Atriz - Comédia ou Musical, mas perdeu para Jennifer Lawrence.

Screen Actors Guild Award 2013 ( Estados Unidos)
- Maggie Smith foi indicada na categoria de Melhor Atriz Coadjuvante, mas perdeu para Anne Hathaway.
- O filme recebeu uma indicação de Melhor Elenco, mas perdeu para Argo.